# 1-й Мар'янівський провулок (Житомир)
1-й Мар'янівський провулок — провулок в Корольовському районі міста Житомир. 

## Розташування
Знаходиться на Мар'янівці. Бере початок від 7-го Транзитного провулка. Прямує на південний захід. Завершується поворотом у 1-й Паровозний провулок. Має перехрестя з 1, 2, 4 Мар'янівськими лініями, вулицями Якова Зайка, Луговою, Фруктовою та Малиновою, 3-м Мар'янівським й 1-м Старокиївським провулками.

## Історія
Провулок почав формуватися на початку ХХ століття. До початку 1940-х років сформувався між річкою Вошивицею та нинішньою Фруктовою вулицею. Забудова станом на початок 1940-х років зосереджувалася з південного боку провулка, між нинішніми вулицями Якова Зайка та Фруктовою. Перша назва провулка — Мар'янівський — вживалася у першій половині ХХ століття та до 1958 року. У 1958 році отримав чинну назву. Протягом 1950 — 1960-х рр. сформувалася ділянка провулка між річкою Вошивицею (1 Мар'янівською лінією) та 7-м Транзитним провулком. Наприкінці 1960-х років провулок та його садибна забудова сформовані.